# Alice Ruiz
Alice Ruiz Schneronk, conhecida como Alice Ruiz (Curitiba, 22 de janeiro de 1946), é uma poeta, haicaista, publicitária, letrista e tradutora brasileira. Possui mais de 20 livros publicados, com poemas traduzidos e publicados em vários países.

## Carreira
Nasceu em Curitiba, em 1946, filha do barbeiro alemão Siegfried Gotlieb Schönrok e da espanhola Ângela Ruiz. Começou a escrever contos aos 9 anos de idade e, aos 16, começou a escrever os primeiros versos. Durante muitos anos, divulgou seus poemas apenas em revistas e jornais, publicando o primeiro livro aos 34 anos de idade. Ao todo possui 21 obras publicadas, dentre livros, poemas, traduções, canções e histórias infantis. 
Em 1993 foi homenageada pela comunidade nipônica brasileira com o nome de haicaista Yuuka. Em 2009, recebeu o Prêmio Jabuti pelo livro Dois em um. 
Compõe letras de música desde os 26 anos. Em 2005 lançou pela Duncan Discos seu primeiro CD, Paralelas, em parceria com Alzira Espíndola, com participações de Zélia Duncan e Arnaldo Antunes.  

## Vida pessoal
Foi casada com o também poeta Paulo Leminski, vivendo juntos de 1968 a 1988. Tiveram três filhos: Miguel Ângelo Leminski (1969-1979), que morreu com dez anos de idade, vítima de um linfoma, Aurea Alice Leminski (1971) e Estrela Ruiz Leminski (1981). Foi Leminski quem indicou a Ruiz que ela já escrevia haicais, levando a autora a estudar essa modalidade poética.
No final da década de 1970, na editora Grafipar de Curitiba, o casal roteirizou histórias em quadrinhos eróticas, desenhadas por artistas como Claudio Seto, Júlio Shimamoto, Flávio Colin e Itamar Gonçalves.

## Obras

### Livros
- Navalhanaliga (1980)
- Paixão Xama Paixão (1983)
- Pelos Pêlos (1984)
- Hai-tropikai (1985)
- Rimagens (1985)
- Nuvem Feliz (1986)
- Vice Versos (1988)
- Desorientais (1996)
- Haikais (1998)
- Poesia Pra Tocar no Rádio (1999)
- Yuuka (2004)
- Dois em Um (2008)
- Conversa de Passarinho (2008)
- Três linhas (2009)
- Boa Companhia (2009)
- Nuvem Felix (2010)
- Jardim de Haijin (2010)
- Proesias (2010)
- Dois Haikais (2011)
- Estação dos bichos (2011)
- Luminares (2012)

### Traduções
- Dez Haiku (1981)
- Céu de Outro Lugar (1985)
- Sendas da Sedução (1987)
- Issa (1988)

## Prêmios
| Ano  | Prêmio        | Categoria | Obra       | Resultado        |
| ---- | ------------- | --------- | ---------- | ---------------- |
| 1989 | Prêmio Jabuti | Poesia    | Vice-Verso | Venceu           |
| 2009 | Prêmio Jabuti | Poesia    | Dois em um | Venceu, 1° lugar |